# St. Katharina (Rehren)

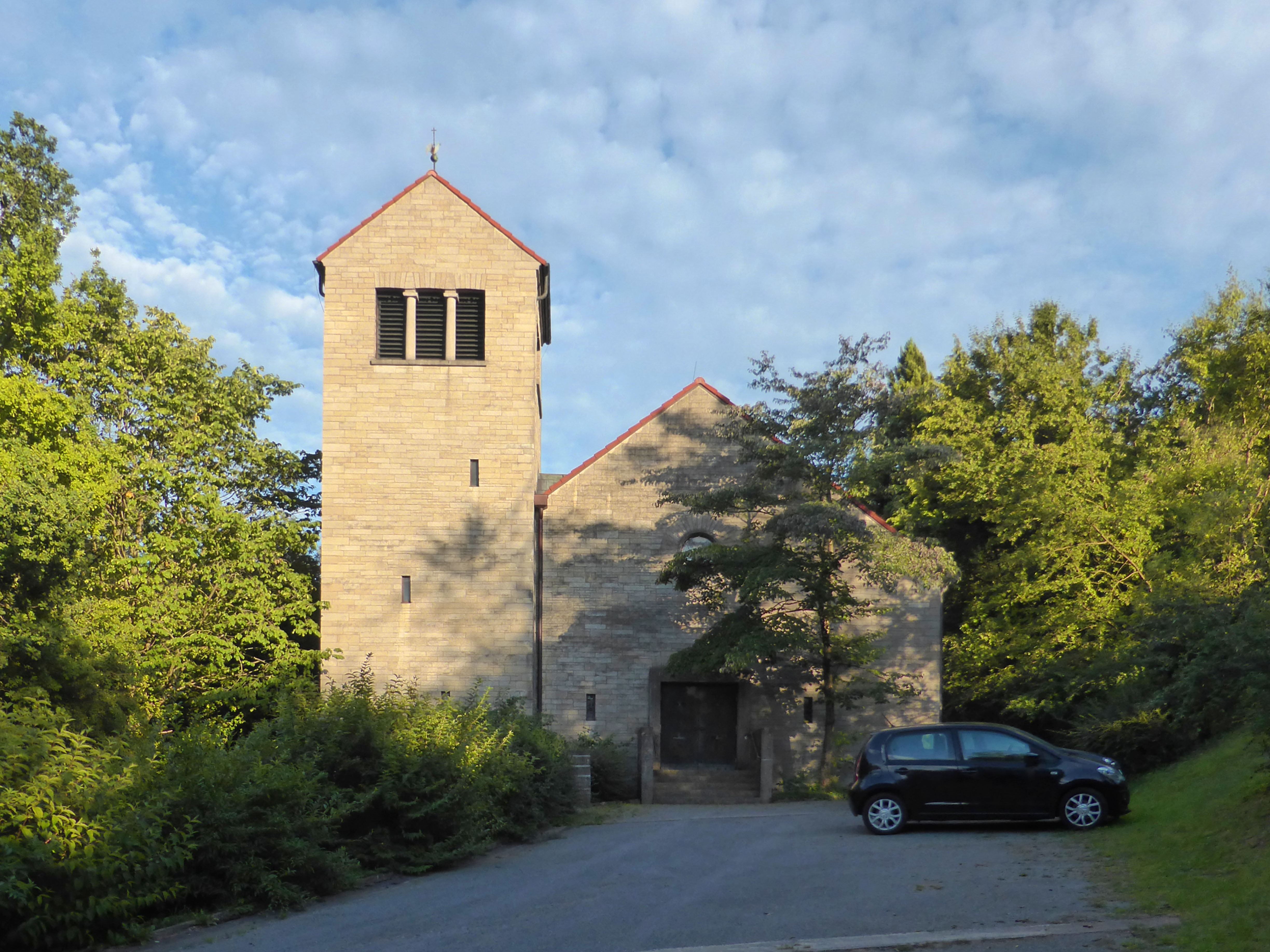
St.-Katharina-Kirche

Die Kirche St. Katharina ist die römisch-katholische Kirche in Rehren, einem Ortsteil der Gemeinde Auetal im Landkreis Schaumburg in Niedersachsen. Das Gotteshaus ist eine Filialkirche der Pfarrei St. Marien in Bückeburg im Dekanat Weserbergland des Bistums Hildesheim.

## Geschichte
Durch die Flucht und Vertreibung Deutscher aus Mittel- und Osteuropa 1945–1950 ließen sich im seit der Reformation protestantischen Auetal Katholiken in größerer Zahl nieder, so dass es 1946 zur Gründung einer römisch-katholischen Kirchengemeinde in Rehren kam. Ihre Gottesdienste fanden zunächst in verschiedenen profanen Räumen statt. Zuvor gehörten Katholiken in Rehren zur Kirchengemeinde St. Josef in Obernkirchen.

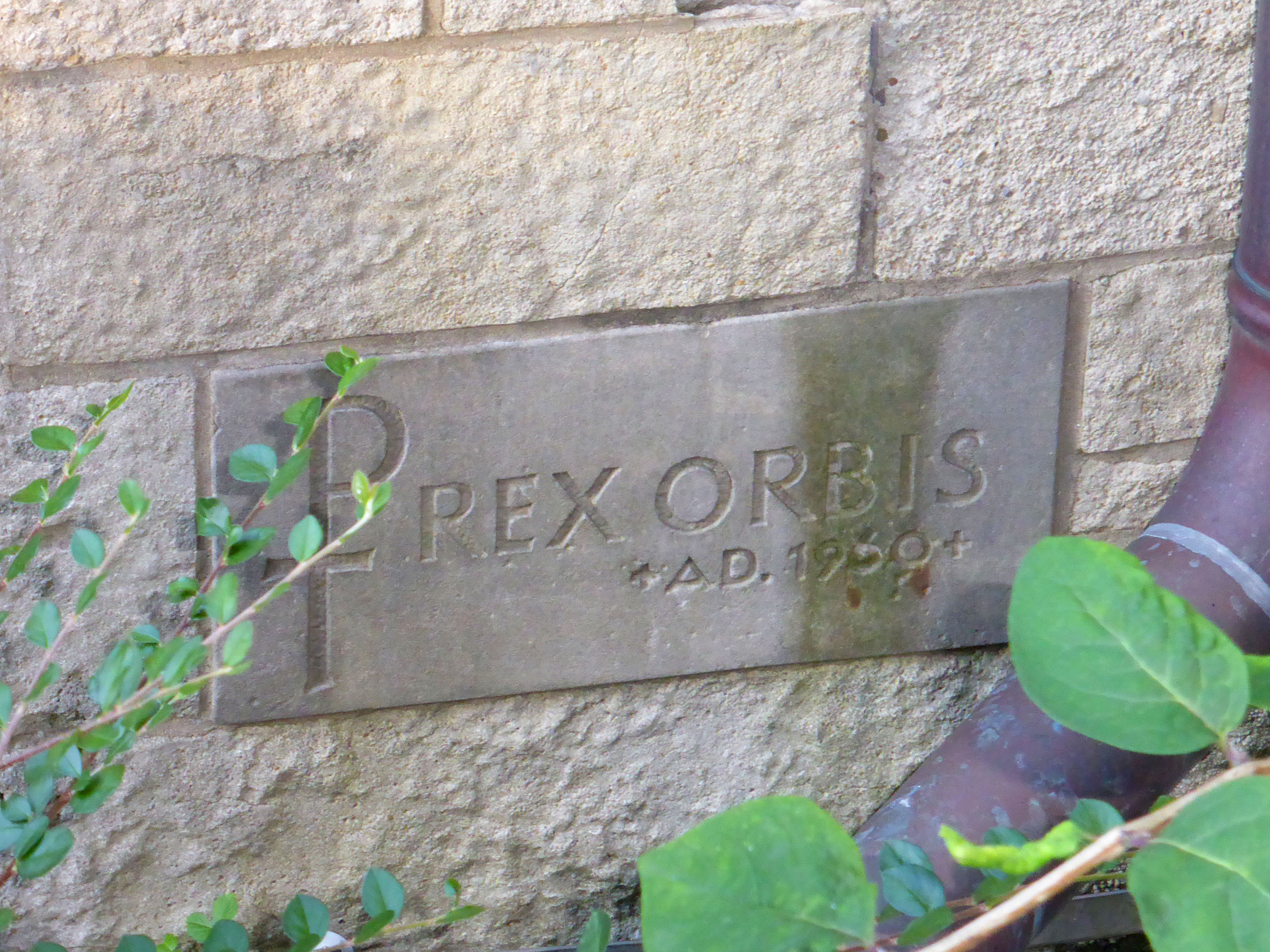
Grundstein

1960 erfolgte die Grundsteinlegung und 1961 die Kirchweihe.
Als Nachfolger von Pfarrer Markus Arno Mertens kam am 21. März 1965 Pfarrer Johannes Welten an die St.-Katharina-Kirche, an der er seit über 55 Jahren tätig ist.
Am 1. September 2008 entstand die heutige Pfarrgemeinde St. Marien, Bückeburg, zu der neben der St.-Katharina-Kirche in Rehren auch die Kirchen St. Marien Immaculata Conceptio (Bückeburg) und St. Josef (Obernkirchen) gehören. Zum Einzugsgebiet der Pfarrgemeinde gehört auch Bad Eilsen, wo die römisch-katholische Kirche St. Johannes Evangelist am 29. Mai 2010 profaniert wurde.
Am 1. September 2012 wurden das Dekanat Bückeburg, zu dem die St.-Katharina-Kirche gehörte, und das Dekanat Hameln-Holzminden zum heutigen Dekanat Weserbergland vereinigt.

## Architektur
Die Kirche steht am Südrand von Rehren auf dem Grundstück Zur Obersburg 12, nur rund 300 Meter von der Bundesautobahn 2 entfernt. Die Straßenbezeichnung Zur Obersburg erinnert an ein ab 1912 erbautes Landhaus, die sogenannte Obersburg, in der von 1947 bis 1983 eine gynäkologische- und Geburtshilfeklinik betrieben wurde.
Die Kirche wurde nach Plänen des Architekten Wilhelm Fricke (1890–1964) aus Hannover erbaut, der auch in den 1950er Jahren den Wiederaufbau des kriegszerstörten Hildesheimer Doms leitete sowie die St.-Michael-Kirche in Salzgitter-Lebenstedt entwarf.
Der Innenraum wird von einer leicht gewölbten Holzdecke abgeschlossen. Das Kirchengestühl lässt einen Mittelgang frei. Der Kreuzweg befindet sich an der Ostwand der Kirche.
Der Altarraum wird durch ein Fenster in der Ostseite der Kirche belichtet. Den Altarraum dominiert das Altarwandbild, es zeigt das Lamm Gottes mit der Siegesfahne, ein Symbol für die Auferstehung Jesu Christi, im Strahlenkranz inmitten des Neuen Jerusalems. Dieses Kunstwerk wurde 1996 vom Bildhauer Josef Franke (1921–2006) aus Obernkirchen, der selbst katholisch war, geschaffen. Zuvor hing im Altarraum ein Hängekreuz, das heute an der Rückwand des Altarraumes angebracht ist. Im Altarraum befinden sich außer dem Altar auch der Tabernakel und eine Marienstatue.